# Chinú
Chinú è un comune della Colombia facente parte del dipartimento di Córdoba.
Il centro abitato venne fondato da Alonso De Heredia nel 1534.